# Durbans
Durbans település Franciaországban, Lot megyében. Lakosainak száma 160 fő (2022. január 1.). Durbans Espédaillac, Flaujac-Gare, Livernon, Lunegarde, Quissac-en-Quercy, Reilhac, Saint-Simon és Cœur-de-Causse községekkel határos.

## Népesség
A település népességének változása:
| Lakosok száma | 157  | 131  | 116  | 145  | 123  | 133  | 141  | 148  | 152  | 160  |
|               | 1968 | 1982 | 1990 | 2006 | 2013 | 2015 | 2017 | 2019 | 2020 | 2022 |